# Samantha Carter
Samantha Carter és un personatge de ficció en la sèrie de televisió Stargate SG-1. El personatge és interpretat per l'actriu Amanda Tapping.
Samantha té un doctorat de Física Quàntica, va seguir els passos del seu pare el general Jacob Carter, i es va allistar en les Forces Aèries dels Estats Units, on va reunir més de 100 hores de vol pilotant un jet F-16 fighter en la Guerra del Golf.
Va treballar com a astrofísica teòrica en el Pentàgon abans de ser traslladada al comando Stargate, on va estudiar la porta estel·lar durant dos anys abans de la seva activació gràcies a la col·laboració del doctor Daniel Jackson. Encara que no va poder participar en el primer viatge, no va dubtar a participar en la reactivació del projecte Stargate després de l'atac d'Apophis a la base.
A causa de la seva actuació amb l'SG-1, va ser ascendida a major i posteriorment a tinent coronel. L'any 1999 se li va concedir la medalla al mèrit aeri per la seva heroica actuació dins del comando Stargate.
Finalment ascendeix a coronel i es posa com a líder de l'expedició a la ciutat de Atlantis.